# Gerardo Barrios
Gerardo Barrios (ur. 1812, zm. 29 sierpnia 1865) – polityk i wojskowy salwadorski, prezydent kraju w latach 1859–1863.
Urodził się w mieście Cochahuatique (ob. Ciudad Barrios) jako syn José Maríi Barriosa i Petrony Espinosa. W 1828 roku wstąpił do wojska zjednoczonych prowincji ameryki środkowej gdzie walczył pod dowództwem Francisco Morazána. W 1856 roku dowodził siłami salwadorskimi w walce przeciw amerykańskiemu piratowi Williamowi Walkerowi. W 1859 roku został wybrany prezydentem. Uczynił z produkcji kawy podstawę gospodarki Salwadoru, opowiadał się za jednością Ameryki Środkowej, wprowadzeniem świeckiej edukacji publicznej oraz utworzeniem armii zawodowej. W 1860 roku doszło do - nie pierwszego za prezydentury Barriosa - konfliktu z Kościołem katolickim. Biskup Tomás Miguel Pineda y Saldaña ogłosił, że nie uzna nowej konstytucji, gdyż kapłani podlegają jedynie Bogu i hierarchii duchownej. Barrios zmusił Pinedę i innych konserwatystów do emigracji. Znaleźli oni azyl w sąsiedniej Gwatemali skąd rozpoczęli kampanię prasową przeciw Salwadorowi.
Wobec fiaska prób rozwiązania konfliktu środkami pokojowymi Barrios wypowiedział wojnę Gwatemali. Oddziały salwadorskie poniosły klęskę a Gwatemalczycy zdobyli San Salvador. Sam Barrios uciekł do Panamy. Po tym jak tymczasowy prezydent Francisco Dueñas wygrał wybory zostając konstytucyjnym prezydentem, Barrios powrócił do Salwadoru próbując zdobyć władzę siłą, został jednak schwytany, postawiony przed sądem i skazany na śmierć. Został rozstrzelany 29 sierpnia 1865 roku. W 1910 roku został uznany za bohatera narodowego. Spoczywa na stołecznym Cmentarzu Wielkich.